# جهاز إخراج حاسوبي
أجهزة خرج الحاسب أو أجهزة الإخراج (output devices) هي قطع من عتاد الحاسوب تستخدم للإبلاغ عن نتائج معالجة البيانات التي ينتجها نظام معالجة البيانات (مثل الحاسوب) إلى العالم الخارجي.
في الحاسوب، المدخلات والمخرجات تعني الاتصالات بين نظام معالحة المعلومات والعالم الخارجي. المدخلات هي الإشارات أو البيانات المرسلة إلى النظام، والنواتج هي الإشارات أو البيانات المرسلة من قبل النظام إلى الخارج.
أمثلة على أجهزة الإخراج:
- سماعات الحاسوب
- سماعات الرأس
- شاشة
- طابعة
- جهاز العرض (جهاز إسقاط)